# Sierra de Jimulco
Sierra de Jimulco är en bergskedja i Mexiko.   Den ligger i delstaten Coahuila, i den centrala delen av landet, 800 km nordväst om huvudstaden Mexico City.
Sierra de Jimulco sträcker sig 16,4 kilometer i öst-västlig riktning. Den högsta toppen är Cerro El Centinela, 3 122 meter över havet.
Topografiskt ingår följande toppar i Sierra de Jimulco:
- Cerro El Centinela
- Cerro Picacho El Colorin